# Erana James
Erana James, född 16 februari 1999 i Whangarei, är en nyzeeländsk skådespelare.
James har bland annat medverkat i TV-serierna Bad Behaviour och Vilda. Hon har även medverkat i filmen The Changeover.

## Filmografi (i urval)
- 2017 – The Changeover
- 2020–2022 – Vilda (TV-serie)
- 2023 – Bad Behaviour (TV-serie)
- 2025 – Alien: Earth (TV-serie)